# Honda RA107
A Honda RA107 egy korábbi Formula–1-es autó, melyet a Honda épített a 2007-es szezonra. A gyári csapat első saját konstrukciója volt az autó. Jenson Button és Rubens Barrichello maradt a csapat pilótája, mint az előző évben. Tesztpilóta szerepben Christian Klien, James Rossiter és Mike Conway szerepelt.
A sok pénzért kifejlesztett új autó egyszerűen katasztrofálisan lassú volt. Az RA107-es annyira rossz konstrukció volt, hogy végül néhány fejlesztést követően, amelyek semmilyen javulást sem eredményeztek az autó teljesítményében, végül fel is adták a B változat fejlesztésének és bevetésének kezdeti ötletét, így az autó végül mindössze 6 világbajnoki pontra és egy konstruktőri 8. helyre volt csak képes. A csapat legjobb eredményét, egy 5. helyet Jenson Button szerezte Kínában, míg Rubens Barrichello egyetlen egy pontot sem tudott szerezni az autóval.

## Tervezés
Az R107-es nem egy tökéletesen új autó, hanem a 2006-os versenygép alapjaiból fejlesztették tovább. Elsősorban a kipufogó és a hűtők környékén történtek változások a karosszérián. Az autó tömegét csökkentették új biztonsági előírásoknak köszönhetően. Az RA107-es kormányzása és felfüggesztése sokkal jobban illett az új Bridgestone gumikhoz, de azokhoz igazítottuk a kipörgésgátló működését is. Miután a motorok fejlesztését befagyasztották, a Honda sem a teljesítményre helyezte a hangsúlyt, ehelyett a jobban használható nyomatékkarakterisztikára, illetve alacsonyabb fogyasztásra törekedett.

## Festése

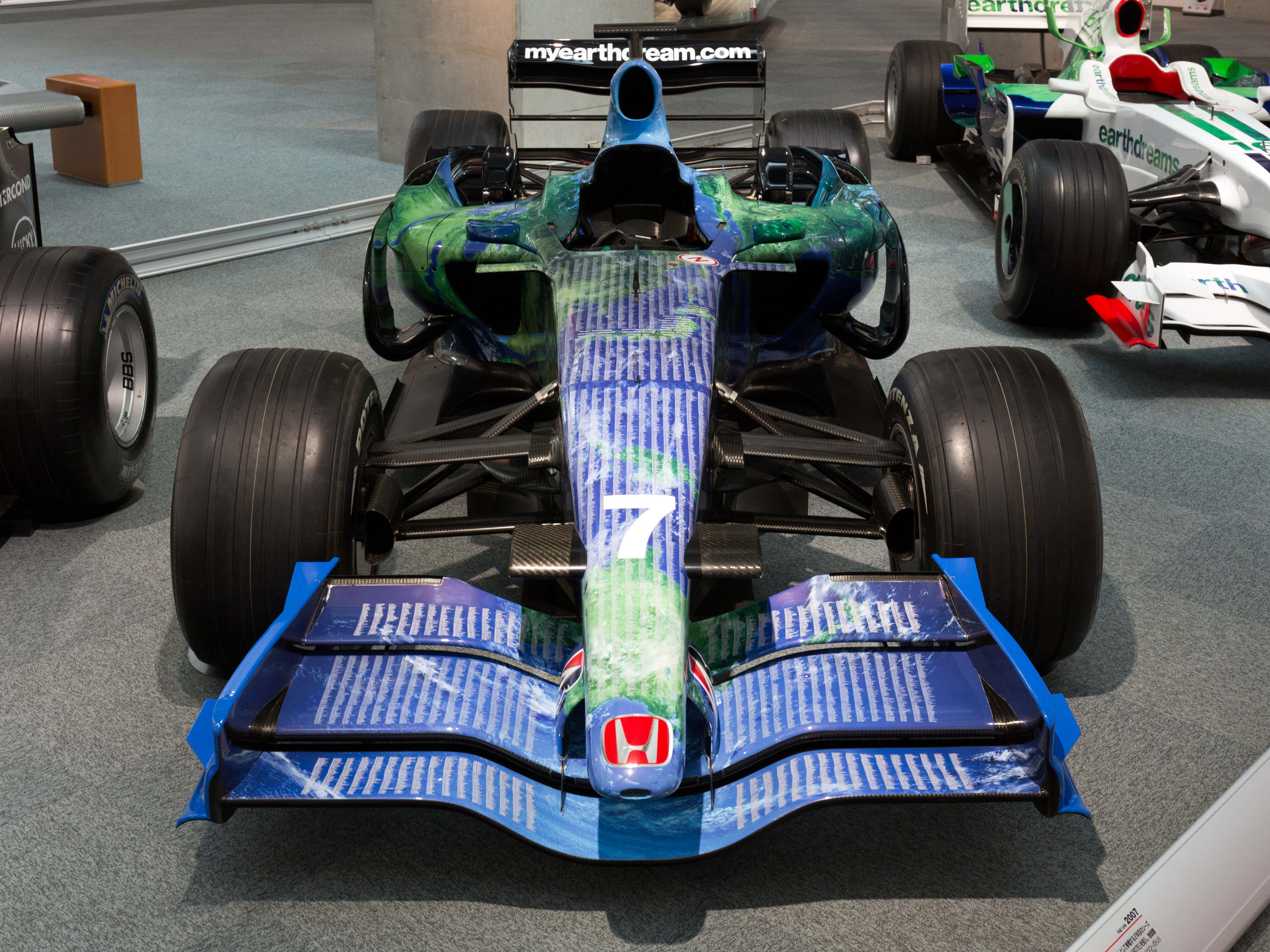
Honda RA107 a Honda kiállításon

A 2006-os szezon végén a nagy amerikai dohánymulti, a British American Tobacco kiszállt a Formula–1-ből és ezzel főszponzor nélkül maradt a Honda F1 Team.
2007. január 25-én bemutatót autó nem a szokott fehér-vörös japán színekben pompázott, hanem fekete volt. Ám ez nem a csapat új versenyszíne volt, a 2007-es fényezést februárban mutatták be. Sokan biztosak voltak benne, hogy a Hondára az 1964 óta jellemző tört fehér szín megjelenik. A Honda úgy döntött, hogy az ikonikus vörös-fehér-fekete festést egy környezetvédelmi üzenettel helyettesíti, így új versenyautójára, az RA107-esre a föld űrből látható nagy képét festette fel, melyet februárban mutattak be.
1968, a reklám elterjedése óta ez az első reklámmentes csapat, mely egy egész szezonon keresztül nem hirdeett senki mást.

## A szezon

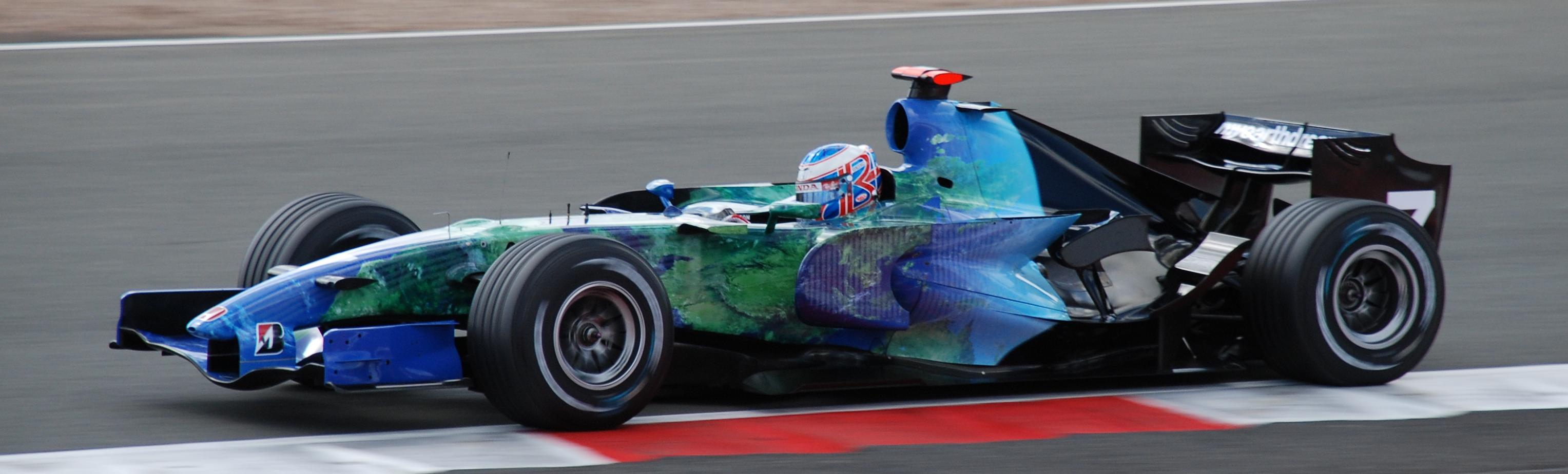
Button Silverstoneban

A szezon során fény derült arra, hogy az autó nem elég erős és lassú. Franciaországban Jenson Button 8. helyen végzett, amivel a szezon során első alkalommal szerzett pontot csapatának. Legközelebb Monzában végzett pontszerző helyen, ismételten a 8. lett. A szezonzáró előtti utolsó versenyen Kínában ismét Jenson Button szerzett pontot a Hondának. Az esős, majd később száraz versenyen az idei szezon legjobb eredményét elérve 5. lett. Rubens Barrichello egész szezon során nem szerzett pontot. A konstruktőrök világbajnokságában a Honda 6 ponttal a 8. helyen végzett, köszönhetően a McLaren „kémbotrány” néven elhíresült esete miatt, ami miatt kizárták őket a konstruktőr-világbajnokságból.

## Környezetvédelem
A brit gárda új weboldalt hozott létre, a myearthdream.com-ot, ahol bárki támogathatta a Honda kezdeményezését, és adományokat juttathatott környezetvédelmi intézeteknek, cserébe pedig felkerült a neve az új versenygépre.
Két nagyobb szervezet, a Universal Music és a Gatorade szinte rögtön csatlakozott a kezdeményezéshez, míg más cégek, mint a Fila, IBM, Instron, Oliver Sweeney, Perkin Elmer, Showa Denko, TUV, GF Agie Charmilles is készen állt az együttműködésre.

## Galéria

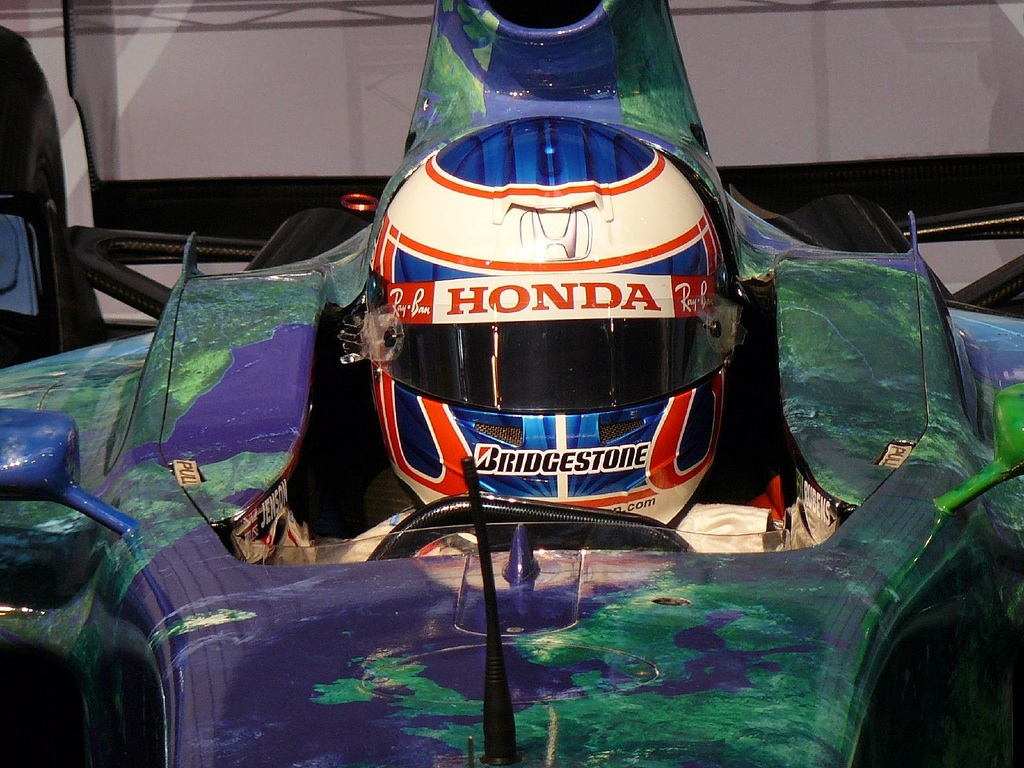
Jenson Button sisakja.
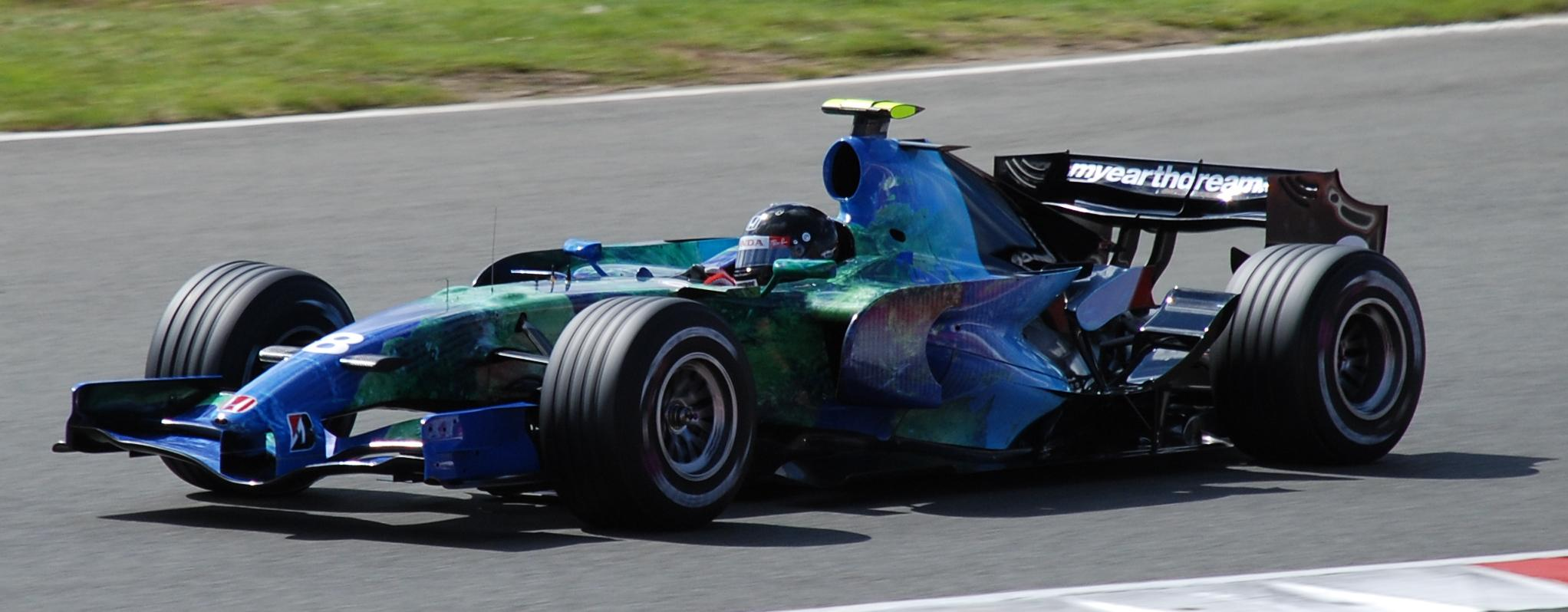
Rubens Barrichello a brit nagydíjon.
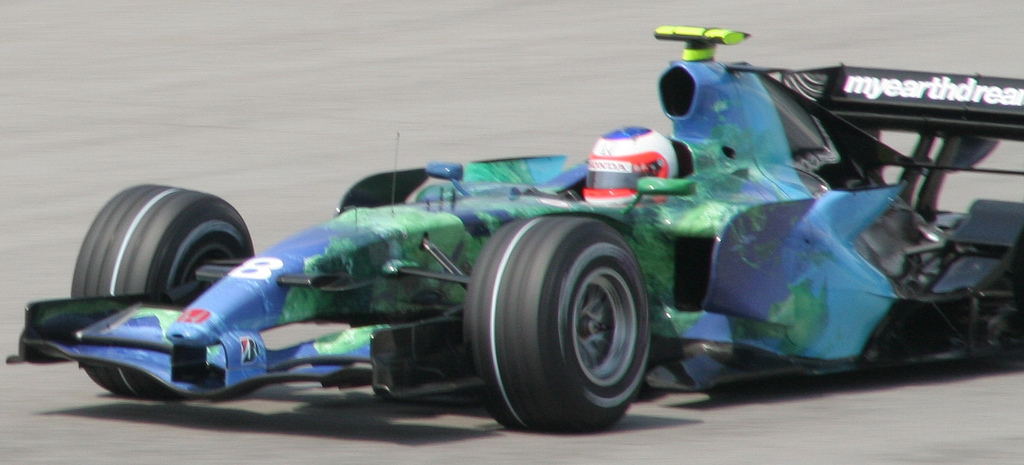
Rubens Barrichello a maláj nagydíjon.
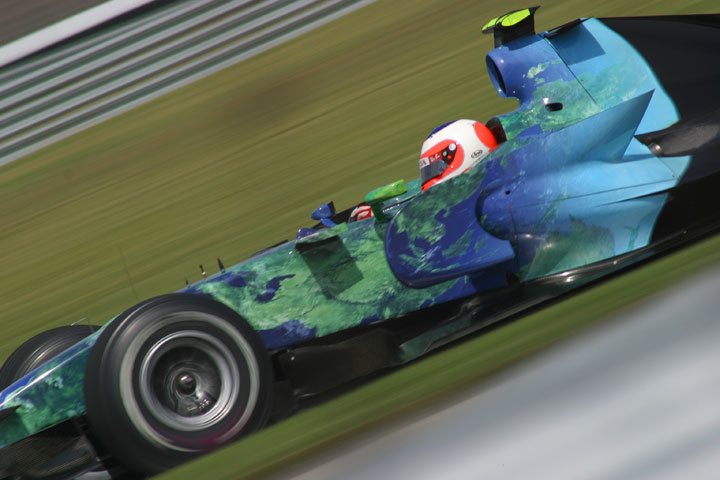
Rubens Barrichello az amerikai nagydíjon.
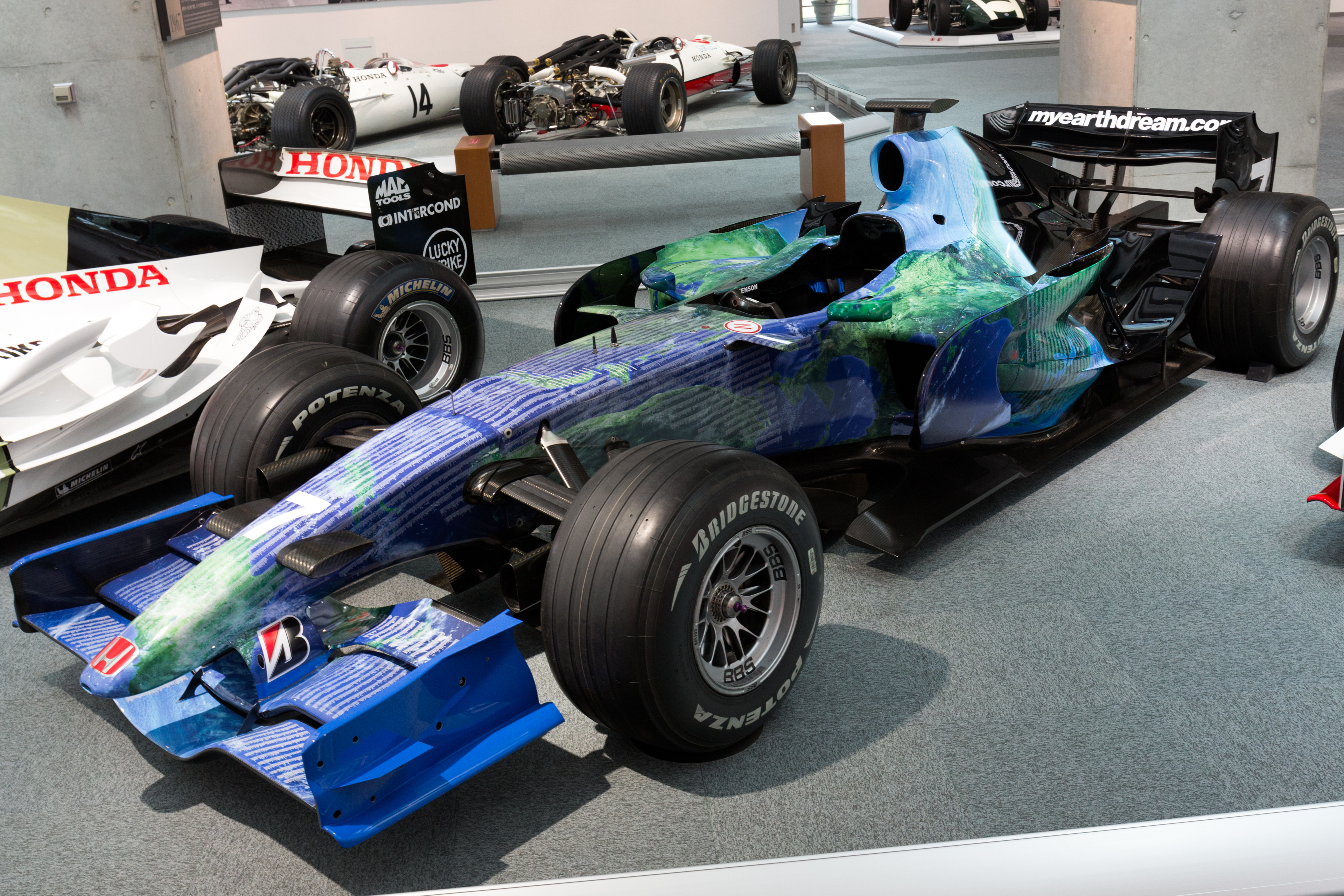
A Honda RA107 a Honda kiállításon.
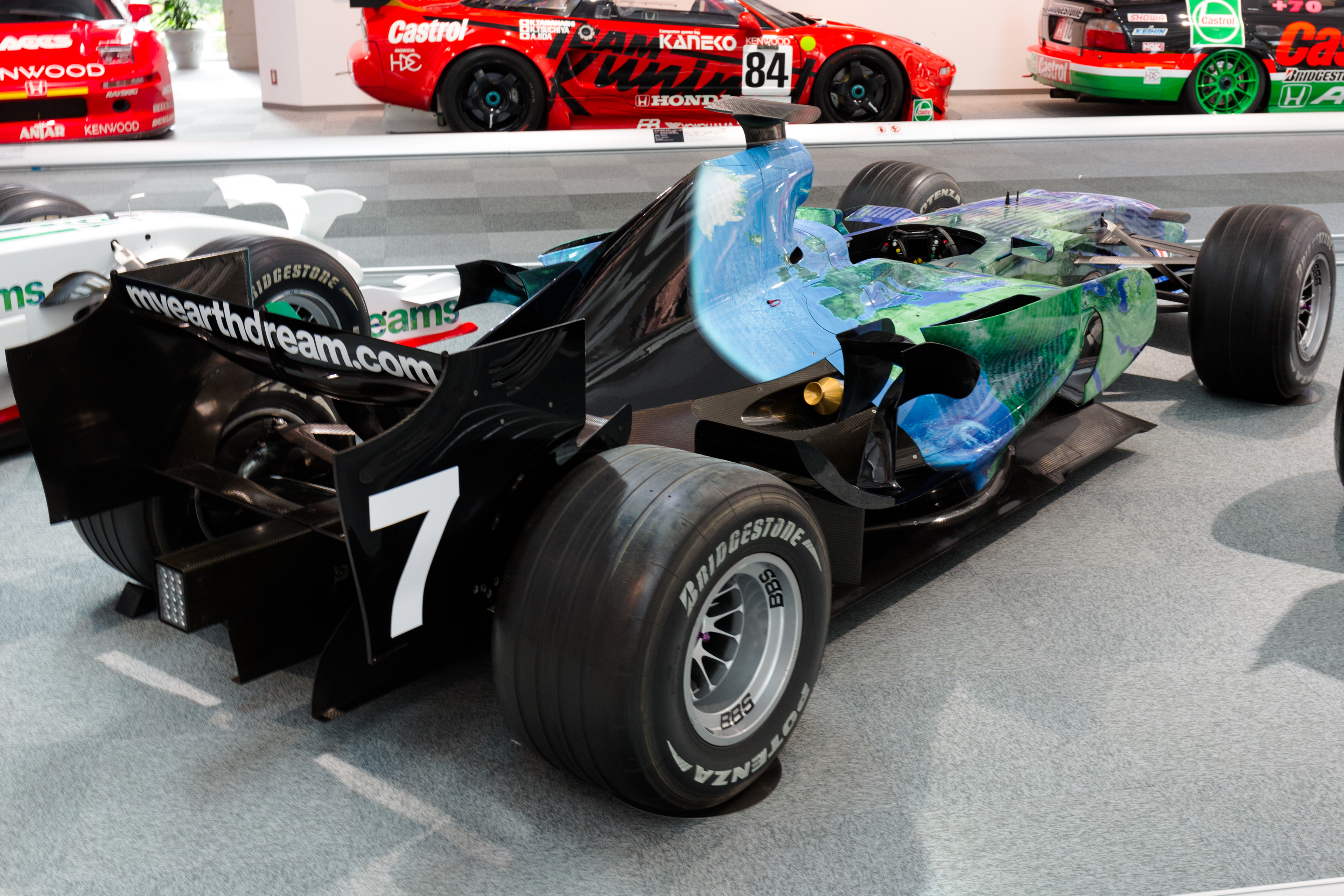
A Honda RA107 a Honda kiállításon.
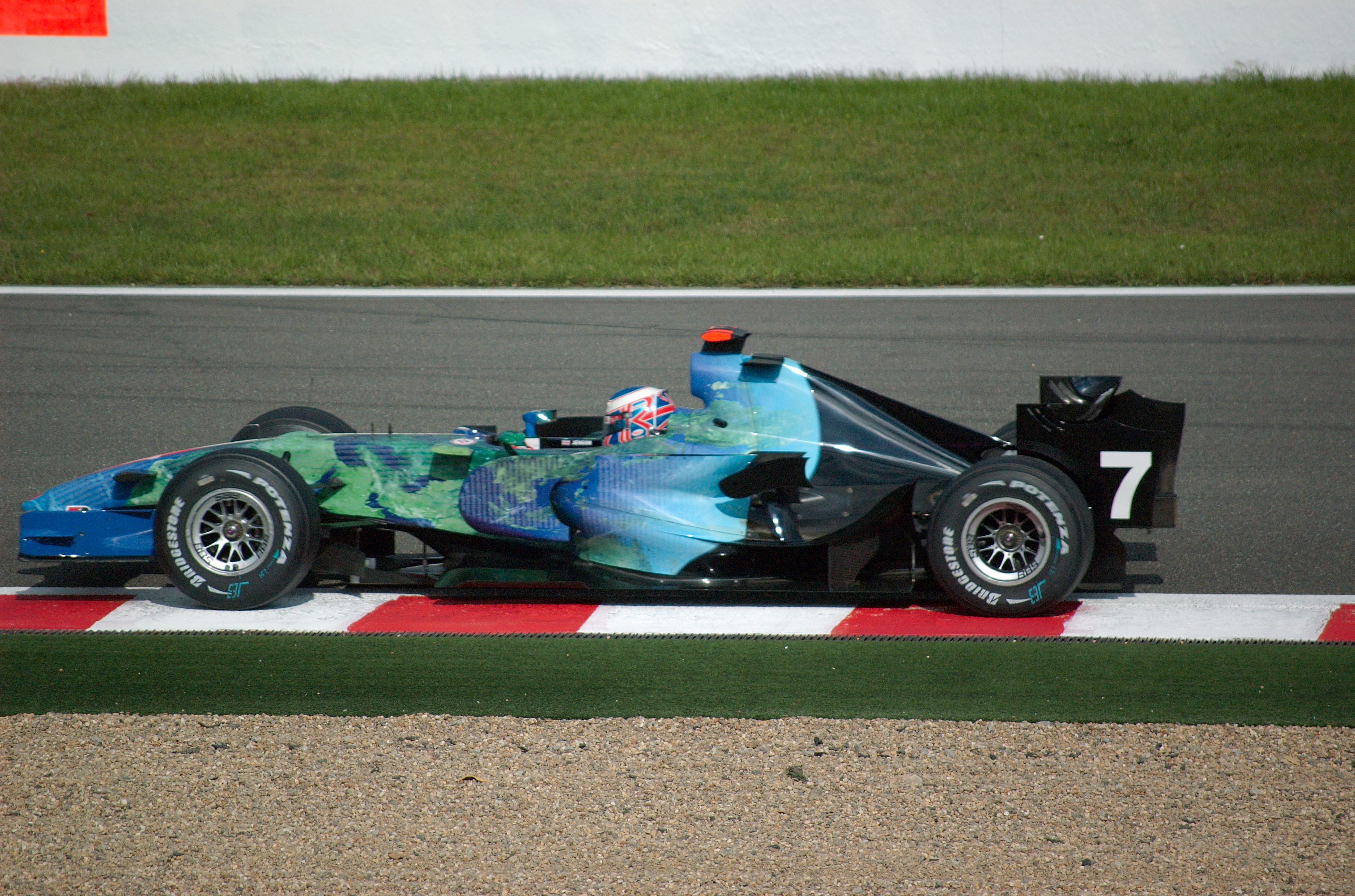
Jenson Button Belgiumban a RA107 volánja mögött.

## Teljes Formula–1-es eredménylistája
(Táblázat értelmezése)

(Félkövér: pole-pozícióból indult; dőlt: leggyorsabb kört futott) 

| Év   | Konstruktőr | Motor    | Gumi | Versenyzői         | 1   | 2   | 3   | 4   | 5   | 6   | 7   | 8   | 9   | 10  | 11  | 12  | 13  | 14  | 15  | 16  | 17  | Pont | WCC |
| ---- | ----------- | -------- | ---- | ------------------ | --- | --- | --- | --- | --- | --- | --- | --- | --- | --- | --- | --- | --- | --- | --- | --- | --- | ---- | --- |
| 2007 | Honda       | Honda V8 | B    |                    | AUS | MAL | BHR | ESP | MON | CAN | USA | FRA | GBR | EUR | HUN | TUR | ITA | BEL | JPN | CHN | BRA | 6    | 8.  |
| 2007 | Honda       | Honda V8 | B    | Jenson Button      | 15  | 12  | Ki  | 12  | 11  | Ki  | 12  | 8   | 10  | Ki  | Ki  | 13  | 8   | Ki  | 11  | 5   | Ki  | 6    | 8.  |
| 2007 | Honda       | Honda V8 | B    | Rubens Barrichello | 11  | 11  | 13  | 10  | 10  | 12  | Ki  | 11  | 9   | 11  | 18  | 17  | 10  | 13  | 10  | 15  | Ki  | 6    | 8.  |